# Guvernoratul Hama

Localizarea guvernoratului în Siria

Guvernoratul Hama (în arabă: مُحافظة حماه‎ , Muḥāfaẓat Ḥamā) este un guvernorat în partea vestică a Siriei. Capitala sa este orașul Hama.